# Gyógypedagógia-történet
Gyógypedagógia-történet a gyógypedagógia egyik ága, a gyógypedagógia-történeti fejlődési folyamatát, múltját feltáró és feldolgozó általános gyógypedagógiai diszciplína. A gyógypedagógia-történet a gyógypedagógia integráns része, de egyben történeti tudományág is. A  forrás- és határtudományai a történettudományok, különös tekintettel a szaktudomány történetekre (filozófia-, jog-, pedagógia, pszichológia, fonetika, orvostörténet, az ikonográfia, a muzeológia, a numizmatika, a néprajz stb.).

## A gyógypedagógia-történet tárgya
A gyógypedagógiai folyamat, a gyógypedagógiai eszme- és intézményrendszer alakulása a legrégibb időktől napjainkig. A gyógypedagógia múltjának feltárása során arra keresünk választ, hogy az emberi társadalom különböző fejlettségi fokán milyen indítékok hatására, milyen szemlélet alakul ki a fogyatékosokról, ennek alapján milyen bánásmódban, gondozásban, nevelésben, képzésben, iskoláztatásban részesülnek a fogyatékosok, milyen a fogyatékos embernek az épek között elfoglalt helyzete, milyen lehetőségei, jogai vannak, milyen állomásokon át, hogyan jutunk el rehabilitációja és integrációja társadalmi méretű programjának meghirdetéséhez, és hol tartunk ennek megvalósításában.

## A gyógypedagógia-történet funkciói
A gyógypedagógia fejlődéstörténetében érvényesülő összefüggések, törvényszerűségek, tendenciák feltárása, a különböző álláspontok (progresszív és regresszív erők) harcának bemutatása, a fejlődést meghatározó legjelentősebb történeti események, fordulópontok megjelölése, a kiemelkedő történeti személyiségek tevékenységének, hatásának elemzése, portréjának megrajzolása, a gyógypedagógiai folyamat tervezésének segítése.

## A gyógypedagógia-történeti kutatás módszerei
A forrás- és dokumentumelemzés, az emlék- és szakirodalom-feltárás. A kutatás irányulhat egy-egy probléma történetének feltárására (többnyire összehasonlító vizsgálatok segítségével), intézmények, intézménytípusok vagy intézménycsoportok létrejöttének és fejlődésének vizsgálatára, történeti személyiségek életútjának, tevékenységének, portréjának megrajzolására, eszmék, elgondolások keletkezésének, jelentős rendszerré szerveződésének, meghatározó és/vagy domináns irányzattá válásának követésére, vagy egy-egy szűkebb szakterület múltjának átfogó vizsgálatára. Ezekben az esetekben is szükséges, de egy-egy ország gyógypedagógiai történéseinek összegző vizsgálatánál nélkülözhetetlen a gyógypedagógia nemzetközi fejlődéstörténetével való egybevetés. 
Ez azt jelenti, hogy lehetséges és szokásos úgynevezett önálló nemzeti gyógypedagógia-történeti feldolgozásokat készíteni, de az egészre, az egyetemesre való rálátás, az egyes összefüggések ismerete nélkül az egyes országok gyógypedagógiai történései nem érthetők meg, fejlődési tendenciái nem követhetők, ragadhatók meg és kellően nem értékelhetők. A különböző kutatási irányokból származó (probléma-, intézmény-, eszme-, részszakterület-, nemzeti-történeti, biográfiai stb.) adatok kiegészítik egymást, ötvöződnek és nem összegződnek. A nemzeti gyógypedagógia-történetek az egyetemes gyógypedagógiatörténet integráns részei.

## A periodizáció
A korszakolás vitatott és lezáratlan. A gyógypedagógia-történet periodizálásával kapcsolatban nem alakult ki vita, mert átfogó, teljes gyógypedagógia-történeti feldolgozásokra eddig alig van példa. A probléma-, intézmény- és részszakterület-történetének, valamint a biográfiakutatásnak azonban nagyobb múltja van. Georgens és Deinhardt 1861-ben, a Heilpaedagogik 12. előadásában a gyógypedagógia-történetet tárgyalják; ezt teszi Linus Boppis könyvének egy fejezetében (1930).

## Gyógypedagógia-történetírás Magyarországon
Magyarországon, ahol a gyógypedagógiai irányzat, az általános gyógypedagógia a 20. század első felében a legmarkánsabb, szintén fölmerül az átfogó, teljes (egyetemes és nemzeti) gyógypedagógia-történetírás. Tóth Zoltán 1933-ban felvázolta a gyógyító neveléstudomány diszciplínáinak rendszerét és gyógypedagógia-történeti koncepcióját. A mű megírására, legalábbis kiadására azonban nem került sor. Vértes O. József is felvázolta az általános gyógyító neveléstudomány rendszerét, és kidolgozta a gyógyító pedagógia történeti koncepcióját. Mindkettőjük korszakolása teljesen egyéni. Vértes jelentős gyógypedagógia-történeti kutatómunkát is végzett, értékes átfogó (egyetemes és magyar) feldolgozása befejezetlenül, kéziratos formában maradt az utókorra. Átfogó, időben a 20. századig terjedő egyetemes és nemzeti gyógypedagógia történet Magyarországon jelent meg először (Gordosné Szabó Anna, 1962, 1963). Ebben a korszakolás kérdésében az az álláspont érvényesült, hogy a gyógypedagógia sajátos fejlődésének megfelelően célszerű megjelölni a tájékozódási támpontok funkcióját betöltő periódusokat. Legújabban az alábbi periodizációt követve készül teljes gyógypedagógia-történeti feldolgozás: 
- 1. A fogyatékosoknak minősítettek helyzete, a velük való bánásmód fejleszthetőségük felismeréséig, a speciális gyógyító-nevelési eljárások kialakulásáig (a legrégibb időktől az európai reneszánszig).
- 2. A fogyatékosok fejleszthetőségének felismerése, a speciális gyógyító-nevelési eljárások kialakulása és elterjedése (az európai reneszánsztól a francia polgári forradalomig).
- 3. A fogyatékosoknak minősítettek speciális gyógypedagógiai intézményrendszerének kialakulása, az elkülönített iskoláztatás megindulása (a francia polgári forradalomtól a 19. század közepéig).
- 4. A fogyatékosok speciális gyógypedagógiai intézményrendszerének bővülése, az intézményes speciális gyógyító-nevelés elterjedése, a differenciálódás megindulása a gyógypedagógia különböző szakterületein, törekvések a tapasztalati tudás elméleti általánosítására (a 19. sz. második felében).
- 5. További differenciálódás, a tankötelezettségen alapuló speciális gyógypedagógiai intézményrendszerek kiépülése; szintetizálási törekvések, a speciális gyógypedagógiai tudomány területének emancipálódása (a 20. század első felében).
- 6. A rehabilitációs szemlélet térhódítása, a fogyatékosok társadalmi integrációját szolgáló intézményrendszer kialakulása, az integrált iskoláztatás igényének elterjedése, az interdiszciplinaritáson alapuló komplex gyógypedagógiai diszciplínarendszer kiépülése (a 20. sz. második felében).

A gyógypedagógia fejlődésének egyetemes törvényszerűségei Magyarországon is érvényesek, a sajátos társadalmii-történeti körülmények között azonban bizonyos eltérésekkel, fáziseltolódással kell számolni. Az intézményesülés és differenciálódás például a polgári átalakulás elhúzódása miatt késve és lassabban alakul ki, egy teljes évszázadon (19. század) át tart. Majd a 20. század elejétől a fejlődésmenet felgyorsul, és bár nagyfokú egyenetlenség jellemző, a magyar gyógypedagógia felzárkózik a nemzetközi irányokhoz, és a korszakjellemzők több-kevesebb időeltolódással itt is érvényesek.